# Giuseppe Albanese (pianista)
Giuseppe Albanese (Reggio Calabria, 11 maggio 1979) è un pianista italiano.

## Biografia
Diplomato, diciassettenne, con lode e menzione d'onore al Conservatorio di Pesaro in classe Annamaria Cristina Raffa, si perfeziona con Franco Scala e Piero Rattalino all'Accademia Pianistica di Imola. Ventitreenne, si laurea in Filosofia con lode e dignità di stampa all'Università di Messina, con una tesi sulla "Estetica di Franz Liszt nelle Années de pèlerinage".
Vincitore del “Premio Venezia” nel 1997  e Premio Speciale per la migliore esecuzione di un'opera contemporanea al Concorso “Busoni” di Bolzano nel 2003, nello stesso anno vince il “Vendome Prize”, secondo Le Figaro «il più prestigioso concorso del mondo attuale».

## Discografia
- «Yearbooks Of The 20th Century Piano». Bartók, MacDowell, Szymanovski, Skrjabin - Giuseppe Albanese (Frame, 2001) [3]
- «En plen air». Récital del vincitore del Vendome Prize (Jerusalem Music Center, 2004) [4]
- «Pour le piano». Debussy -  Giuseppe Albanese (Amadeus, 2012) [5]
- «Fantasia». Beethoven, Schubert, Schumann - Giuseppe Albanese (Deutsche Grammophon, 2014) [6]
- «Après une lecture de Liszt» Liszt - Giuseppe Albanese (Deutsche Grammophon, 2015) [7]
- Liszt: Concerti per pianoforte nn. 1 e 2, «Malédiction», «Mephisto Waltz» n. 1 - Albanese, Mastrangelo (Universal, 2018) [8]
- «Invitation to the dance». Weber, Delibes, Čajkovskij, Stravinskij, Ravel - Giuseppe Albanese (Deutsche Grammophon, 2020) [9]
- Mozart: Concerti per pianoforte K. 456 e 467 - Albanese, Belli, Nuova Orchestra Busoni (Amadeus, 2022) [10]